# Thea Ehre
Thea Ehre, née le 19 décembre 1999 à Wels (Autriche), est une actrice transgenre autrichienne récompensée de l'Ours d'argent de la meilleure actrice dans un second rôle à la Berlinale 2023.

## Carrière
En février 2021, elle fait son coming out trans sous le nom de Thea David Ehrenberg lors de l'initiative ActOut (de) où 185 acteurs et actrices ont fait leur coming out LGBT+.
En février 2023, elle remporte l'Ours d'argent de la meilleure actrice dans un second rôle à la Berlinale 2023 pour son rôle de Leni dans Bis ans Ende der Nacht qu'elle dédie à la communauté trans.

## Filmographie
Sauf indication contraire, les informations mentionnées dans cette section peuvent être confirmées par la base de données cinématographiques IMDb,  présente dans la section « Liens externes ».

### Cinéma
- 2023 : Bis ans Ende der Nacht de Christoph Hochhäusler : Leni Malinowski

### Télévision
- 2019 : Vorstadtweider : l'assistante de Francesco (2 épisodes)
- 2023 : Luden: Könige Der Reeperbahn : Babette (6 épisodes)